# Галоян, Ким Вачаганович
Ким Вачаганович Галоян  (род. 7 января 1932, Ленинакан) — советский инженер-технолог, изобретатель, организатор производства. Заслуженный инженер Армянской ССР (1976). Кандидат технических наук (1970). Обладатель 6 удостоверений об авторских правах.

## Биография
Родился 7 января 1932 г. в г. Ленинакане, Армянская ССР. В 1950 г. с золотой медалью окончил местную среднюю школу № 16. В 1956 году получил диплом с отличием Ереванского политехнического института. В 1958—1978 гг. работал главным инженером завода точных технических камней в Нор Ачине Армянской ССР. В 1979—1984 гг. — генеральный директор Ереванского производственного объединения «Севани» и его головного часового завода. В 1984—1992 гг. занимал должность заведующего отделом тяжелой промышленности Совета Министров Армянской ССР.

## Награды
- Лауреат государственной премии Армянской ССР за разработку технологии и организацию серийного производства изделий из синтетического корунда. (1972 г.)
- Лауреат (коллективной) государственной премии Армянской ССР за исследование твердотельных импульсных лазеров и внедрение их в промышленное производство. (1980 г.)
- Орден Трудового Красного Знамени (1971 г.), множество медалей.

## Публикации
- Синтетический корунд и его применение в технике. Е. 1969.
- Завод точных технических камней: По пути технического прогресса. Арутюнян Ашот Мкртычевич, Галоян Ким Вачаганович. Е. 1977.
- Машиностроение — основа индустрии Армении (обзор), Е. 1987.